# Villiers
Villiers este un oraș din Africa de Sud.